# Eupithecia anatolica
Eupithecia anatolica là một loài bướm đêm trong họ Geometridae.